# Villa Jovis

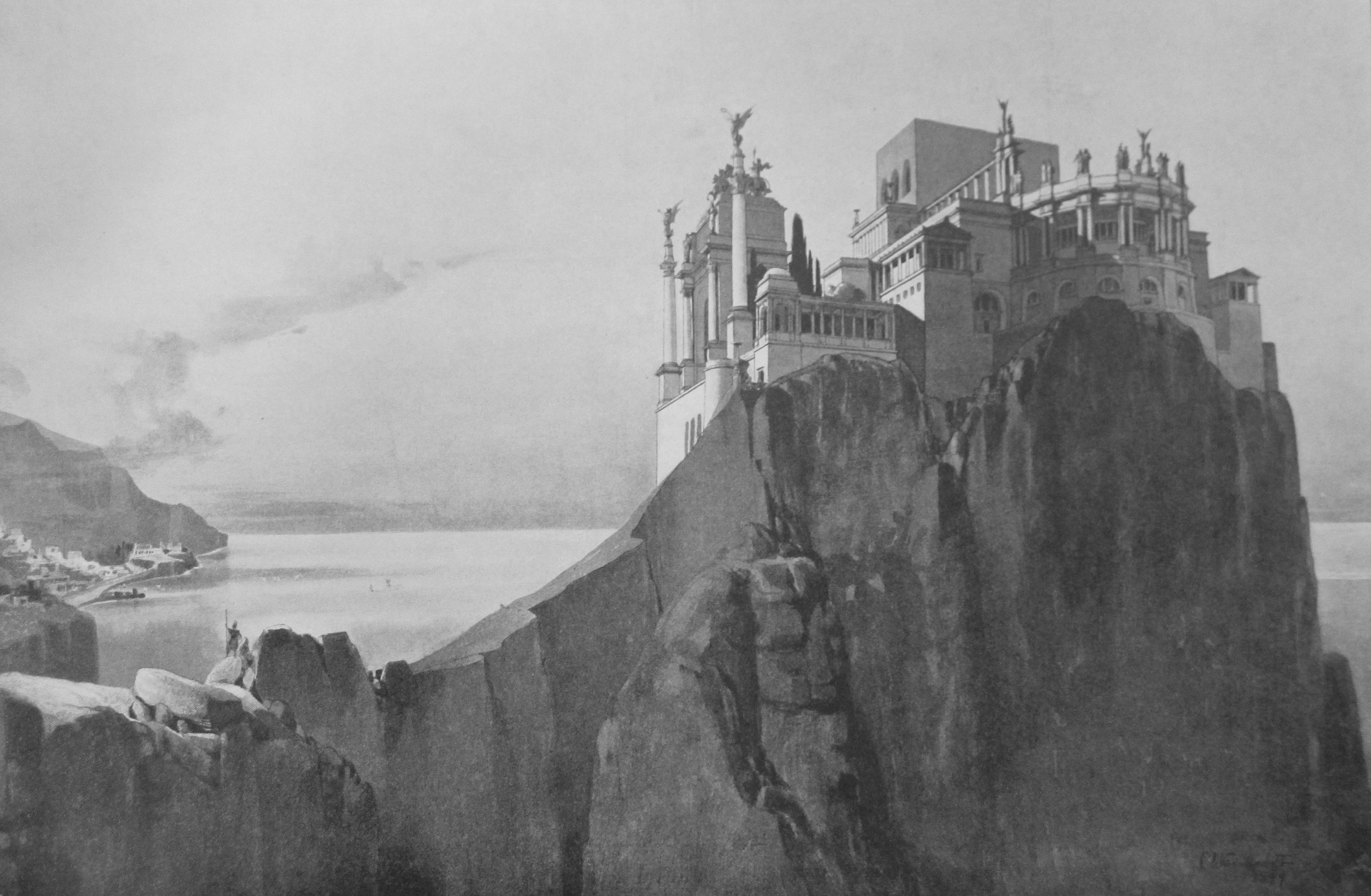
Villa Jovis, oostzijde of zeezijde (reconstructie)

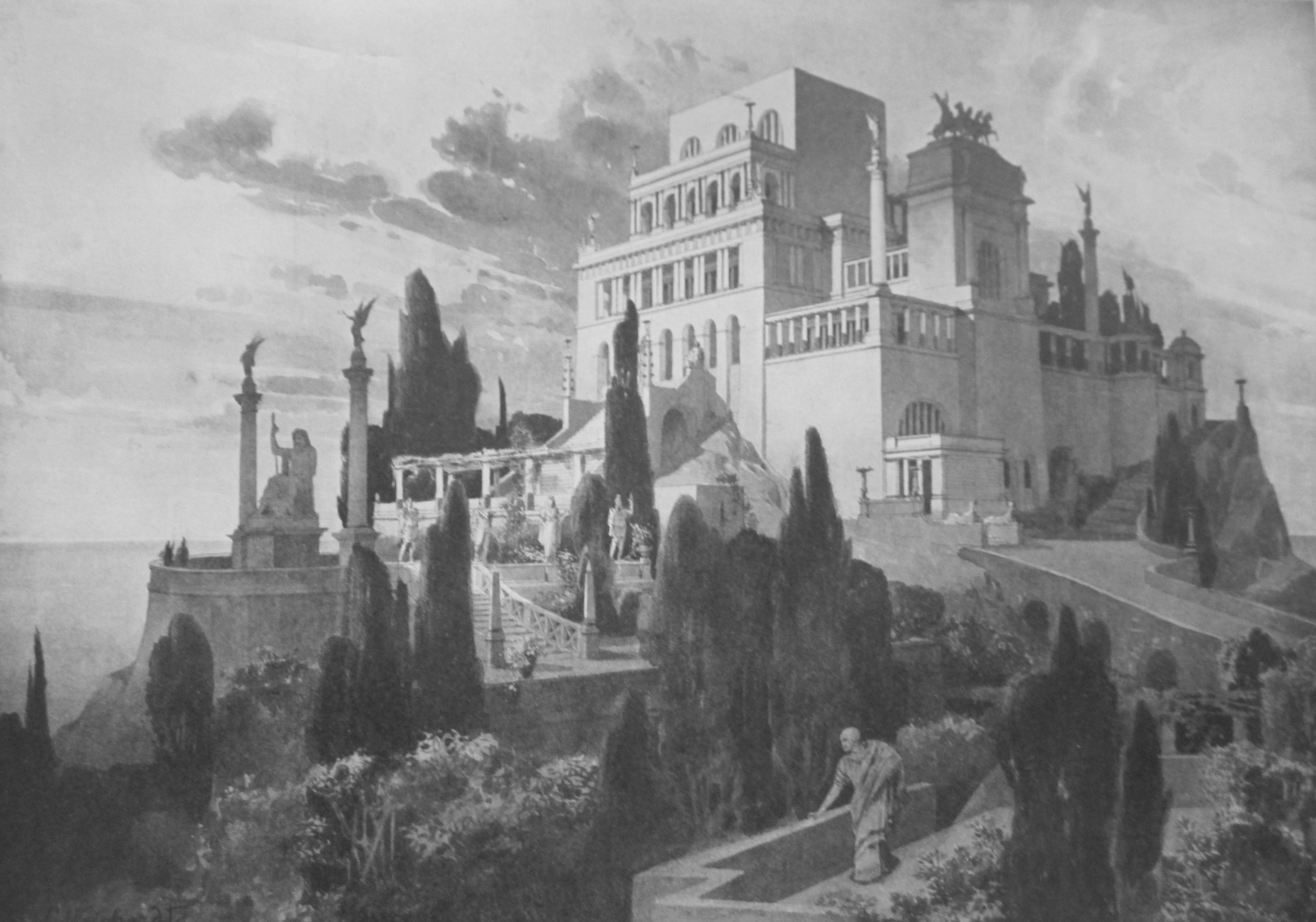
Westzijde of eilandzijde

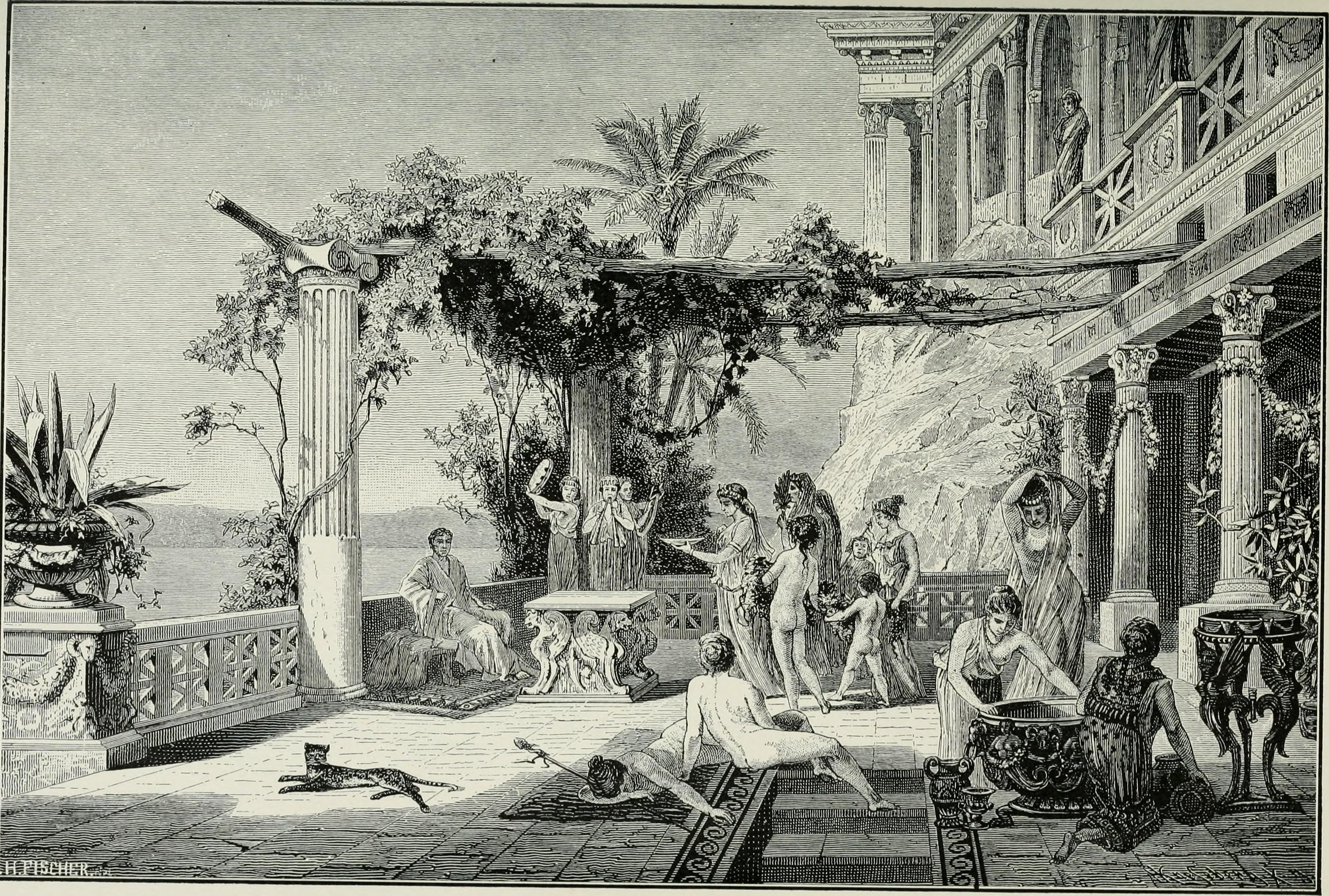
Keizer Tiberius in de Villa Jovis

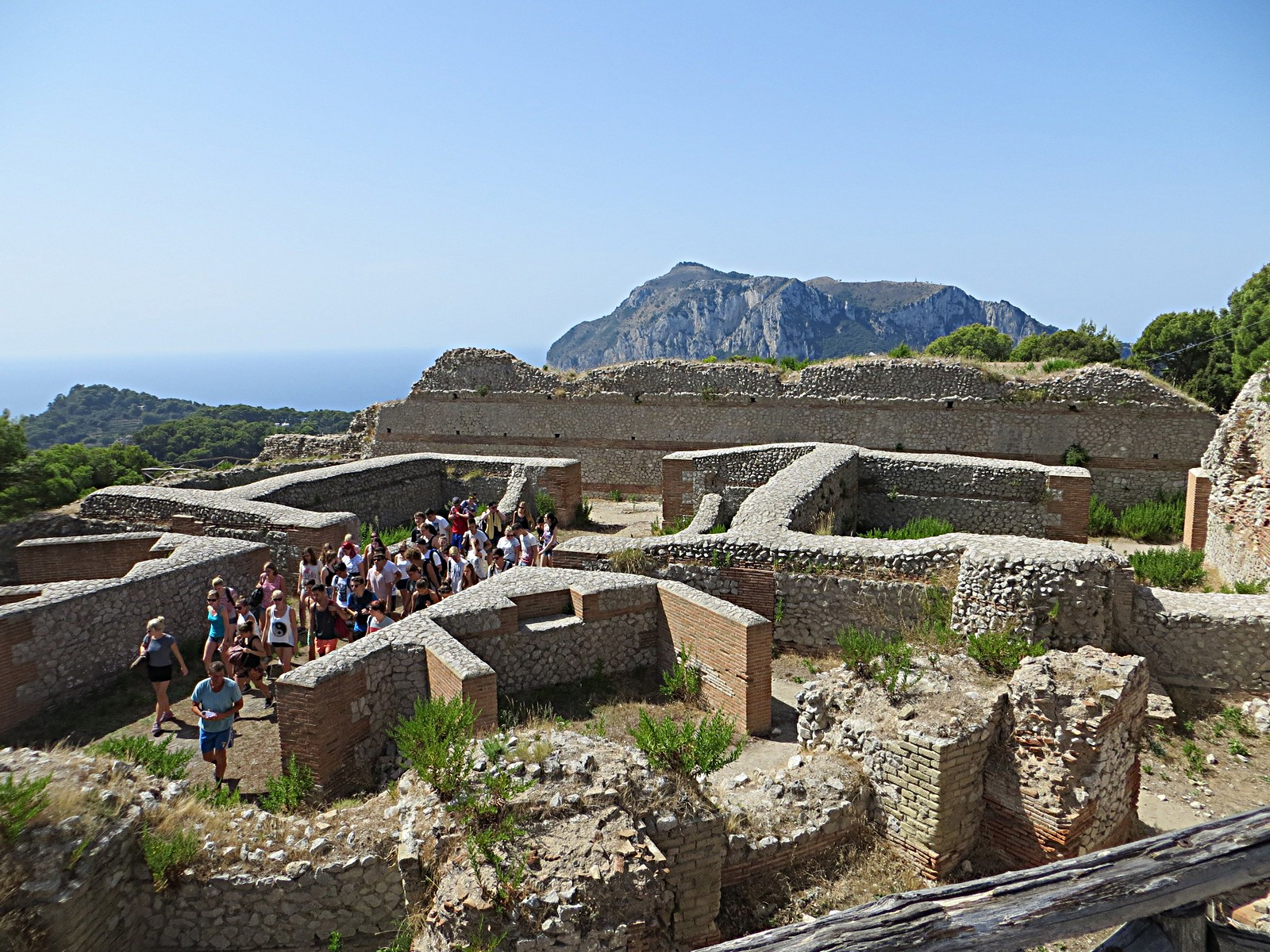
Archeologische site

De Villa Jovis, letterlijk de Villa van Jupiter (27), was een paleis van de Romeinse keizers op het eiland Capri. Capri behoort tot de Italiaanse regio Campania. De villa is genoemd naar een groot standbeeld van de Romeinse oppergod Jupiter dat aan de ingang stond.

## Keizer Tiberius
De eerste Romeinse keizer die in het paleis trok en de bouwheer ervan was, was keizer Tiberius. De Villa Jovis was afgewerkt in het het jaar 27. Van 27 tot zijn dood in 37 verbleef hij er vaak. De Villa Jovis telde zowat acht verdiepingen en bestreek een oppervlakte van een halve hectare. Hieraan moeten nog enkele hectaren tuinen en terrassen toegevoegd worden. Van alle Romeinse villa’s op Capri was de Villa Jovis de grootste.
De Villa Jovis stond op een oostelijke uithoek van Capri. Ze was niet toegankelijk vanuit de zee omwille van de hoge rotsen. Aan de westelijke zijde van het complex was de ingang. Er stond een wachttoren van waaruit soldaten met vuurpijlen tekens naar het vasteland konden geven. De communicatie vond plaats tussen het keizerlijk paleis en de keizerlijke vloot in Misenum. Aan de westelijke kant waren de gebouwen van de bedienden en de ambtenaren. Er stond een eerste atrium van waaruit een gang met mozaïeken leidde naar een tweede groter atrium. Hierrond stonden de voornaamste vertrekken van de keizer. 
Aan de oostkant stonden de badhuizen, een caldarium met warm water en een met koperen badkuipen om zich te reinigen. Vanuit de badhuizen was er een toegang tot galerijen met zeezicht, gebouwd als een apsis. Het nodige waterdebiet voor de badhuizen kwam vanuit ondergrondse cisternen gevuld met water. Het paleis had steeds vers drinkwater door een constructie van waterreservoirs gevoed door regenwater. De reservoirs konden 8.000 kubieke water bevatten. Ondergronds bevonden zich eveneens de voorraadkamers van het paleis.
Aan de noordkant waren de keizerlijke vertrekken. Zij waren omgeven door eetzalen en gangen. De toegang tot de keizerlijke residentie gebeurde via zacht oplopende hellingen. Van de residentie is bekend dat er een vestibule was, een terras met luifel bestaande uit doeken en planten, alsook twee kamers met ruime vensters en vloeren van gekleurd marmer.
Suetonius beschreef hoe keizer Tiberius orgieën hield in het badhuis en politieke tegenstanders al eens uit een galerij in zee zwierde. Het werd later betwist of deze verhalen waarheidsgrond hadden dan wel de publieke opinie in Rome weergaven; de publieke opinie liet zich negatief uit over Tiberius.

## Andere Romeinse keizers
Na de dood van keizer Tiberius werd de Villa Jovis getroffen door aardbevingen, doch herstelwerken werden uitgevoerd. Keizer Nero verbleef in de Villa Jovis. 
De laatste keizer die de Villa Jovis gebruikte was keizer Commodus. Commodus liet zijn zus Lucilla verbannen naar de Villa Jovis (einde 2e eeuw). Nadien geraakte het paleis in verval en had het geen bewoners meer.

## Archeologie
In de 18e eeuw vonden de eerste opgravingen plaats. Koning Karel III van Spanje, ook genoemd Karel VII koning van Napels, liet er marmer opgraven.
In de jaren 1935-1937 werden uitgebreide opgravingen uitgevoerd. De archeologen hadden speciale aandacht voor de cisternen in de ondergrond. Zij stonden onder leiding van Amadeo Maiuri.
- Bibliothèque nationale de France: cb15563514r (data)
- Gemeinsame Normdatei: 4476495-9
- Système universitaire de documentation: 11778978X
- Virtual International Authority File: 239633710
- WorldCat: E39PBJgRMMMQjVWVkjcqj8qRKd